# Споднє Прелоге
Споднє Прелоге (словен. Spodnje Preloge) — поселення в общині Словенське Коніце, Савинський регіон, Словенія. Висота над рівнем моря: 363,3 м.